# Дом Дамаскина
Дом Дамаскина — памятник градостроительства и архитектуры в историческом центре Нижнего Новгорода. Построен в период становления классицизма в 1784 году. Автор проекта — первый нижегородский губернский архитектор Я. А. Ананьин.
Историческое здание по адресу улица Ульянова, 10в сегодня — объект культурного наследия Российской Федерации.

## История
Дамаскин (Д. С. Руднев) стал нижегородским епископом в ноябре 1783 года. Императрица Екатерина II лично выделила епископату сумму в 2483 рубля, на которые Дамаскин провёл ремонт кремлёвской резиденции и выстроил в 1784 году свой жилой дом на месте исключённого из штатов Иоанновского монастыря (сегодня — ул. Ульянова, 10в). Проект дома составил архитектор Я. А. Ананьин. На каменном сводчатом полуэтаже, в котором размещались кухни и службы, был срублен дом с просторным залом, коридором, лестничным всходом наверх и двумя небольшими приёмными покоями. Жилые покои епископа располагались в мезонине, снаружи украшенным четырёхколонным портиком сложного ордера под треугольным фронтоном. На улицу выходили два каменных флигеля (один из них, надстроенный позже вторым этажом, сохранился; сегодня именуется: «Флигель усадьбы И. И. Киризеева»).
В 1785—1786 годах по указу Дамаскина на другой стороне Архиерейского сада был выстроен каменный 2-этажный корпус его резиденции (сегодня — Нижегородская консерватория), живописный архиерейский сад перепланирован. После отъезда Дамаскина из Нижнего Новгорода в 1794 году, дом перешёл во владение его родственников Рудневых, после многократно менял собственников: И. И. Киризеев, И. И. Поросенков, А. И. Баркова, А. В. Мереханова, с 1875 года — купец А. Шушляев.
В 1861—1871 годах левый флигель был перестроен в здание Второго детского приюта по проекту Р. Я. Килевейна. Сам дом был надстроен с северо-запада вторым этажом, где разместилась приютская церковь. В 1874 году был надстроен вторым этажом весь дом, в таком виде сохранился до наших дней.